# Moquinia
Moquinia é um género botânico pertencente à família Asteraceae.
No sistema de classificação filogenética Angiosperm Phylogeny Website, este género é sinónimo de Moquiniella.
1. ↑  «Moquinia — World Flora Online». www.worldfloraonline.org. Consultado em 19 de agosto de 2020